# Michal Šmarda (politik)
Michal Šmarda (* 6. července 1975 Nové Město na Moravě) je český politik, v letech 2021 až 2024 předseda SOCDEM, v letech 2019 až 2021 místopředseda této strany. V roce 2006 byl poprvé zvolen do zastupitelstva Nového Města na Moravě a v roce 2010 se stal jeho starostou. Roku 2016 krátce vykonával mandát zastupitele Kraje Vysočina, znovu byl do Zastupitelstva Kraje Vysočina zvolen ve volbách v roce 2024.

## Život
Vystudoval Gymnázium Vincence Makovského v Novém Městě na Moravě, maturoval v roce 1993. Věnoval se mediálnímu, politickému a organizačnímu poradenství. V letech 1998 až 2014 působil jako asistent a poradce poslanců za Českou stranu sociálně demokratickou a senátorky Dagmar Zvěřinové.
Michal Šmarda žije v Novém Městě na Moravě. Od roku 2006 je ženatý s Lenkou Šmardovou, mají spolu tři děti.

## Politická kariéra
V roce 1993 vstoupil ve svých 18 letech do České strany sociálně demokratické. V komunálních volbách v roce 1994 kandidoval za stranu do zastupitelstva Nového Města na Moravě, ale neuspěl. Zvolen nebyl ani ve volbách v letech 1998, 2002 a 2006. V roce 2006 však skončil jako 4. náhradník. V listopadu 2006 se mandátu vzdal jeho stranický kolega a v pořadí další tři náhradníci místo zastupitele nepřijali. Šmarda se tak dne 3. listopadu 2006 stal zastupitelem města. V komunálních volbách v roce 2010 byl opět zvolen zastupitelem města a v listopadu 2010 se stal i starostou Nového Města na Moravě. Mandát zastupitele města pak obhájil jako lídr kandidátky ČSSD ve volbách v roce 2014. V listopadu 2014 byl zvolen po druhé starostou města. Také ve volbách v roce 2018 obhájil pozici zastupitele města, tentokrát jako lídr kandidátky subjektu „Lepší Nové Město“ (tj. ČSSD a nezávislí kandidáti). V listopadu 2018 se stal po třetí starostou Nového Města na Moravě. V komunálních volbách v roce 2022 obhájil jako lídr kandidátky subjektu „Lepší Nové Město“ (tj. ČSSD a nezávislí kandidáti) mandát zastupitele i pozici starosty města.
V krajských volbách v roce 2012 kandidoval za ČSSD do Zastupitelstva Kraje Vysočina, ale neuspěl (stal se však prvním náhradníkem). Přesto jako krajský zastupitel krátce působil, a to v září a říjnu 2016, jelikož na svůj mandát rezignoval jeho stranický kolega Petr Krčál. Ve volbách v roce 2016 se mu mandát obhájit nepodařilo (figuroval až na 45. místě kandidátky).
Na 41. sjezdu ČSSD v Hradci Králové byl dne 1. března 2019 zvolen řadovým místopředsedou strany. Získal 392 hlasů od 472 delegátů (tj. nejvíce hlasů ze všech řadových místopředsedů). Na dalším sjezdu strany v dubnu 2021 chtěl post obhajovat, ale po nezvolení Tomáše Petříčka (kterého podporoval) předsedou ČSSD, svou kandidaturu stáhl a ve vedení strany tak skončil. Na 43. sjezdu ČSSD v prosinci 2021 byl zvolen předsedou strany, získal 130 z 233 hlasů delegátů. Funkci obhájil i na 45. sjezdu v červnu 2023, kdy vyhrál v prvním kole volby se ziskem 97 ze 176 hlasů. Strana se na tomto sjezdu přejmenovala na SOCDEM.
Před druhým kolem prezidentských voleb 2023 podpořil zvoleného prezidenta Petra Pavla. V prvním kole pak původně podporoval Josefa Středulu, který ale krátce před 1. kolem volby odstoupil.
V krajských volbách v září 2024 kandidoval jako člen SODCEM na 9. místě kandidátky strany do Zastupitelstva Kraje Vysočina. Vlivem preferenčních hlasů však skončil druhý, a získal tak mandát zastupitele. Po těchto volbách oznámil, že znovu již nebude kandidovat na předsedu Sociální demokracie. Ve funkci jej v říjnu 2024 nahradila Jana Maláčová.

### Kandidát na ministra kultury ČR
Dne 31. května 2019 odeslal premiér ČR Andrej Babiš prezidentovi ČR Miloši Zemanovi návrh na odvolání ministra kultury ČR Antonína Staňka a jeho nahrazení Michalem Šmardou. Na konci června 2019 se sice Zeman se Šmardou sešel, ale jmenovat do funkce jej (prozatím) odmítl. Prezident jako nejčastější důvody uvedl, že má Šmarda pouze středoškolské vzdělání a nemá zkušenosti s oblastí kultury. Prezidentovi oponenti však poukazují na Šmardovu roli v tzv. „Kauze Brady“, kdy Miloš Zeman odmítl v roce 2016 udělit státní vyznamenání Jiřímu Bradymu. Toho jako rodáka z Nového Města na Moravě právě Šmarda, jakožto starosta města, podpořil.
Dne 12. července 2019 nakonec prezident Miloš Zeman oznámil, že Staňka k 31. červenci 2019 odvolá. Neslíbil však, že novým ministrem jmenuje Šmardu. O tři dny později přijalo předsednictvo ČSSD usnesení, ve kterém konstatuje, že Antonín Staněk má být odvolán z pozice ministra kultury ČR a že plně podporuje nominaci Michala Šmardy na tuto funkci. Předsednictvo se tehdy také usneslo na tom, že pokud toto nebude splněno, má vicepremiér a předseda ČSSD Jan Hamáček právo požadovat demisi všech ministrů ČSSD ve druhé vládě Andreje Babiše. Tím by byla de facto ukončena vládní spolupráce.
Další schůzka ve věci odvolání Staňka a jmenování Šmardy se uskutečnila 24. července 2019 na zámku Lány, a to mezi prezidentem Milošem Zemanem a premiérem Andrejem Babišem. Vicepremiér a předseda ČSSD Jan Hamáček předem vyloučil variantu, že by mohl být od srpna 2019 výkonem funkce ministra kultury ČR pověřen on sám (stejně jako od června do října 2018, kdy se ČSSD nepodařilo prosadit za ministra zahraničních věcí ČR Miroslava Pocheho). Mezitím Šmarda na Facebooku zveřejnil příspěvek, ve kterém uvedl, že vstup ČSSD do druhé vlády Andreje Babiše byla chyba. ČSSD podle něj „zblbla z funkcí“ a opozice by jí prospěla. Podle Šmardy se musela ČSSD snažit najít nové ideje, jinak jí prý hrozilo, že „chcípne“. Na schůzce prezident potvrdil, že odvolá Staňka k 31. červenci 2019, o nominaci ČSSD na nového ministra kultury ČR však rozhodne až v polovině srpna. Premiér Babiš následně oznámil, že by od srpna 2019 mohla z pozice náměstkyně dočasně vést Ministerstvo kultury ČR Kateřina Kalistová, a to dokud se nevyřeší situace kolem jmenování nového ministra kultury ČR. Nakonec byl však tímto úkolem pověřen náměstek René Schreier.
V polovině srpna Andrej Babiš prohlásil, že by se ministrem kultury měl stát člověk, který mluví aspoň jedním cizím jazykem, má vzdělání, a je tudíž schopen kulturu reprezentovat i v zahraničí.
16. srpna ve vysílání TV Prima Michala Šmardu jakožto kandidáta na post ministra kultury Babiš odmítl se slovy „Sdílím stejný názor jako pan prezident, že pan Šmarda – hlavně po jeho nespočetných mediálních vystoupeních – není dobrý kandidát. Za sebe říkám, s tímhle pánem já ve vládě nebudu. I když původně jsem to akceptoval, ale já mám obavu, že na základě těch jeho vystoupení by ve vládě zkrátka jenom kritizoval.“
19. srpna se sešli Jan Hamáček a Andrej Babiš, Hamáček stále trval na tom, aby byl jmenován Šmarda. 21. srpna Šmarda po této schůzce požádal Hamáčka o stažení nominace.
26. srpna se Michal Šmarda definitivně vymezil vůči počínání Andreje Babiše („Společenská atmosféra se vyvíjí. Možná to byla na začátku moje naivita. Nechápal jsem, že se kandidáti posuzují podle toho, jak velkými fanoušky pana premiéra jsou.“) a Miloše Zemana („V 90. letech jsme společně prosazovali program sociální demokracie. Člověk si tu změnu dobře uvědomí z volebních hesel. Začal však vyznávat jinou politiku s jinými hesly – naposledy Tato země je naše – a nás opustil.“). Taktéž zhodnotil svou často kritizovanou znalost cizího jazyka: „Mají pravdu, že kdybych chtěl vést jednání v cizím jazyce, musel bych se hodně zlepšit.“

### Kandidatura do Senátu a Sněmovny
Ve volbách do Senátu PČR v roce 2020 kandidoval za ČSSD v obvodu č. 51 – Žďár nad Sázavou. Podporovali jej také Zelení a hnutí Budoucnost. V prvním kole získal 25,28 % hlasů, a postoupil tak ze 2. místa do druhého kola, v němž prohrál s nestraníkem za KDU-ČSL Josefem Klementem poměrem hlasů 40,18 % : 59,81 %, a senátorem se tak nestal.
Ve volbách do Poslanecké sněmovny PČR v roce 2021 kandidoval na 2. místě kandidátky ČSSD v Kraji Vysočina. Strana se však do Sněmovny vůbec nedostala.

### Odchod ze SOCDEM
V červenci 2025 SOCDEM opustil kvůli jejímu vyjednávání o společné kandidatuře s hnutím Stačilo!.